# 徳川喜翰
德川 喜翰（とくがわ のぶもと、1897年（明治30年）1月31日 - 1938年（昭和13年）5月10日）は、日本の政治家・華族（男爵）。貴族院男爵議員。新字体で徳川 喜翰とも表記される。

## 経歴
男爵・徳川厚の長男として生まれる。父の隠居に伴い、1927年（昭和2年）10月15日、男爵を襲爵した。
1922年（大正11年）京都帝国大学法学部を卒業し、さらに同大学院を修了した。1925年、宮内省図書寮嘱託となる。以後、貴族院嘱託、日本大学講師などを務めた。
1932年（昭和7年）1月22日、貴族院男爵議員補欠選挙で当選し、公正会に所属して活動し死去するまで1期在任した。墓所は谷中霊園の寛永寺墓地。

## 親族
- 母 - 里子（松平慶永六女）[1][4]
- 妻 - 美代子（白井新太郎長女）[1]
- 養子・弟 - 喜堅（男爵、徳川厚五男）[1]